# 涅多加爾基 (克列緬丘格區)
49°10′18″N 33°16′0″E / 49.17167°N 33.26667°E
涅多加爾基（烏克蘭語：Недогарки），是烏克蘭的村落，位於該國中部波爾塔瓦州，由克列緬丘格區負責管轄，處於第聶伯河左岸，始建於1729年，距離馬克西米夫卡3公里，海拔高度81米，2001年人口1,738。